# Blueberry (film)
Blueberry (ook bekend als Renegade) is een Franse western uit 2004 onder regie van Jan Kounen. De film is gebaseerd op de stripreeks Blueberry van tekenaar Jean "Moebius" Giraud en auteur Jean-Michel Charlier.

## Verhaal
De jonge Mike Blueberry laat zich betoveren door de sensuele verschijning van de verleidelijke prostituee Madeleine, maar lijkt zich niet bewust van de gevaren die zijn amoureuze avontuur met zich meebrengt. In een intiem moment schrikt het stel van het plotseling opdoemen van Wallace Sebastian Blount, Madeleines vaste klant, die hun erotische spanning verstoort en Mike voor een dilemma stelt: strijden voor het heerlijke lijf van Madeleine of vluchten voor eigen lijfsbehoud. In het bordeel belandt een kogel ongelukkigerwijs in Madeleines voorhoofd, waarna het hoerenverblijf in vlammen opgaat. Zwaargewond wordt Cajun Mike naar buiten geslingerd om vervolgens te paard het hazenpad te nemen. Mike stort ter aarde, verliest zijn viervoeter, wordt belaagd door een breed scala aan slangen en buiten westen gevonden door enkele indianen, onder wie de jonge Runi en diens moeder. Via rituelen herstelt Mike geleidelijk om samen met zijn redders op te groeien naar de benodigde volwassenheid.
In hetzelfde stadje krijgt sheriff Blueberry hulp van de in een rolstoel rondrijdende Rolling Star en diens geschifte zoon Billy, aangevuld met de welkome assistentie van deputy Jimmy McClure, een waanzinnige baarddrager die zijn agressie vaak niet of nauwelijks kan bedwingen. Mike onderhoudt een afstandelijke relatie met de knappe Maria, dochter van vooraanstaand saloneigenaar Greg Sullivan. In Sullivan House verzamelen de bewoners zich om te ontsnappen aan de sleur van het stadse leven. Op de dansvloer danst Mike de doornen in het oog van Maria wanneer hij samen met de blonde Lola de dansvloer domineert, maar de afgunstige dame weet zijn aandacht middels zingen weer op haar te vestigen.
Pruis Prosit en roodhuid Woodhead reizen naar het Chiricahua-gebergte op zoek naar het goud van het Heilige Gebergte, maar de Duitser laat de indiaan in een hinderlaag voor dood achter in het Wilde Westen. De geoloog stormt de salon binnen met het relaas dat ze door een bende indianen zijn aangevallen. Met een oppervlakkige snede in het voorhoofd denkt Prosit Mike te kunnen overtuigen, maar de sheriff wil zijn verhaal niet geloven. Mike vertrekt naar het dorp van de indianen om Runi, de huidige sjamaan, te visiteren, maar op zijn route botst hij tegen de bende indianen die Prosit en Woodhead hebben overvallen. Een gescalpeerde Woodhead arriveert onderwijl in de stad om wraak te nemen op zijn afvallige partner, maar voor het overhalen van de trekker verschijnt Blount ten tonele en schiet de scalploze wreker onder de planken. Blount, gericht op het heilige goud, en Prosit, gericht op heilige krachten, belanden in de gevangenis, waar beide misdadigers tegen wil en dank ontdekken dat ze op elkaar zijn aangewezen. Prosit weet wie het Del Rio-manuscript, de sleutel tot de heilige wensen, in bezit heeft, maar wil zijn kennis niet zonder meer aan Blount overdragen. Mike keert terug naar het stadje, herkent Blount, verlaat het cachot, werpt zijn sheriffster weg en haalt een wapen om de moordenaar van zijn eerste liefde uit de weg te ruimen. Blount heeft zijn vrijheid herwonnen, troeft Blueberry en McClure met zijn handlangers af en steekt de bajes in vuur en vlam. Buiten wil de overmoedige Billy Mount een halt toeroepen, maar Rolling Star ziet lijdend toe hoe zijn zoon op koelbloedige wijze wordt neergekogeld.
Blount komt achter de locatie van het manuscript, haast zich naar Gregs woning, schiet de hoeder van het document neer en verdwijnt met zijn gestolen waar in de nacht. Greg sterft in de armen van zijn dochter en Maria zet de achtervolging in op de moordenaar van haar vader. Jimmy brengt Mike naar het indianendorp, waar Runi de voormalige sheriff voorziet van ayahuasca en Mike vervolgens een hevige trip ondergaat.
Mike, Jimmy en Runi gaan op pad om Blount te stoppen en stuiten op Maria, die – aangevallen door Blounts bende – de genezende kracht van Runi behoeft om weer op krachten te komen. Prosit doodt Blounts paard, verwondt Blount en spoedt zich naar het Heilige Gebergte. In Jimmy's bijzijn vertelt Runi Mike dat hij zijn weg verder zelf zal moeten vinden. Blueberry duikt in een water, volgt de stroming en eindigt in de binnenkant van de berg. Prosit struikelt in een poel drijfzand en zakt zijn dood tegemoet naar de bodem. Blount vindt zijn schat in de vorm van een oude indiaanse tempel, neemt een hoeveelheid mescaline in en treedt de wereld der geesten binnen. Mike bereikt de tempel en valt Blount aan, maar Runi vertelt hem dat hij zijn vijand moet vergezellen naar het andere universum om hun strijd te slechten. Blueberry nuttigt wat mescaline en betreedt de wereld der geesten. Mikes geest verliest de strijd met Blounts geest, maar Maria komt op tijd bij het heiligdom en zingt haar heimelijke liefde terug naar de werkelijke wereld.

## Rolverdeling
- Vincent Cassel - Mike Blueberry
- Hugh O'Conor - Mike Blueberry (jong)
- Michael Madsen - Wallace Sebastian Blount
- Vahina Giocante - Madeleine
- Geoffrey Lewis - Greg Sullivan
- Juliette Lewis - Maria Sullivan
- Colm Meaney - Jimmy McClure
- Eddie Izzard - Prosit
- Djimon Hounsou - Woodhead
- Ernest Borgnine - Rolling Star
- Jan Kounen - Billy
- Nichole Hiltz - Lola
- Temuera Morrison - Runi
- William Lightning - Runi (jong)
- Leticia Gutiérrez - moeder Runi
- Kateri Walker - Kateri
- Kestenbetsa - Kheetseen
- François Levantal - Pete
- Tchéky Karyo - oom

## Achtergrond
Jean Giraud, de bedenker van de stripserie Luitenant Blueberry, heeft een cameo in de film. Ook Westernacteur Geoffrey Lewis en zijn dochter hebben gastrollen in de film.
De film bevat enkele psychedelische 3D-computergraphics. Jan Kounen, de regisseur van de film, gebruikte zijn ervaringen op het gebied van ayahuasca-rituelen om de effecten vorm te geven. 

## Prijzen en nominaties
- In 2004 won 'Blueberry de Grand Prize of European Fantasy Film in Silver - Special Mention op het Sweden Fantastic Film Festival.